# Herdmar
A Herdmar é uma empresa portuguesa de cutelaria sediada na freguesia de Barco, concelho de Guimarães, Portugal. Fundada em 1911 por Manoel Marques, a sua principal actividade é o fabrico de cutelarias de mesa.

## História
Criada em 1911, Manoel Marques iniciou a sua actividade empresarial na cutelaria, com um capital de 50 escudos, estabelecendo a primeira instalação do seu empreendimento num pequeno moinho rudimentar, situado nas margens do Rio Ave, com a finalidade de produzir única e exclusivamente facas. Oito anos depois, fundou a fábrica da marca 11 na freguesia de Caldas das Taipas, concelho de Guimarães, expandindo o seu negócio para o fabrico de talheres, loiças e utensílios de cozinha em aço inoxidável, a partir dos anos 60, quando a marca foi registada sob o nome Herdmar (HERDeiros MARques), sob a direcção de Abel e José Marques. 
Com mais de um século de existência, atualmente a marca Herdmar, que possuiu desde os anos 90 uma fábrica construída de raiz e dotada das mais modernas tecnologias na freguesia de Barco, é um dos maiores produtores de cutelaria de mesa do mundo, transmitindo para o mercado uma reconhecida marca de excelência, criatividade e inovação, através de uma forte aposta no design, que visa apresentar os talheres como um complemento de moda à mesa, e de uma conduta pautada pelo desenvolvimento integrado e sustentável. Presente em 72 países, todo o processo produtivo ocorre em Portugal, sendo a direcção composta pela terceira geração da família Marques. Considerado um negócio tradicional na região, a empresa conta com uma capacidade produtiva de mais de 100.000 peças/dia, uma equipa de 130 pessoas e um volume de negócios anual estimado em 7 milhões de euros.

## Presença no Mercado

### Portugal
Com uma produção inteiramente realizada em território nacional desde o inicio da sua história, a Herdmar é a marca mais antiga em atividade em Portugal e uma das mais prestigiadas marcas a nível nacional, tendo obtido diversas distinções além fronteiras.
Em Portugal, o 2º mercado mais representativo para a empresa, logo a seguir a Espanha, os produtos da Herdmar são adquiridos através do mercado online e de uma densa rede de distribuidores, armazenistas ou retalhistas, como os grupos El Corte Inglês, Casa Caravela, Kinda Home, ou alternativamente, com um branding diferente, nos estabelecimentos Loja do Gato Preto, Zara Home ou H&M Home.

### Mundo
Com um cariz essencialmente exportador, a Herdmar distribui cerca de 90% da sua produção para mercados internacionais, estando actualmente presente em 72 países. Espanha, Estados Unidos da América, Rússia, Egipto ou México são alguns dos países que compõem o leque dos seus mercados mais significativos, sendo possível encontrar os seus produtos à venda nas cadeias de lojas dos grupos Anthropologie (Estados Unidos e Reino Unido), Crate & Barrel (Estados Unidos), Design Within Reach (Estados Unidos), David Jones (Austrália), John Lewis & Partners (Reino Unido), Canvas Home (Estados Unidos e Reino Unido), Shinsegae (Coreia do Sul), Galerias Lafayette (França) ou ainda no MOMA de Nova Iorque e no Museu Nacional de Arte Moderna de Tóquio.
Elevando a notoriedade da empresa para um notável patamar, os seus produtos chegaram às mesas da Casa Branca, ao refeitório do FBI, às cafetarias da luxuosa marca Louis Vuitton ou até ao comboio mais luxuoso do mundo, o Mahraja Express, numa parceria com a marca L'Objet, sendo ainda popularizados, através das redes sociais, pelas actrizes Cameron Diaz, Gwyneth Paltrow ou a decoradora americana Kelly Wearstler, conhecidas admiradores e clientes da marca.

## Outras Actividades
Além do fabrico de cutelaria de mesa, a Herdmar produz também loiças e utensílios em aço inoxidável assim como o corte e comércio da mesma matéria prima.

## Premiações
- Medalha de Ouro por Mérito Industrial, pela Câmara Municipal de Guimarães (2002)
- Certificado de Caso de Sucesso Empresarial, pelo Ministério da Economia de Portugal e pela Câmara do Comércio de Israel (2003)
- German Design Award (2015)
- iF Design Award (2015)
- Best Decor Award pela IFFS em Singapura (2017)
- Best Tableware pelo conjunto de talheres Lizz no European Product Design Award (2018)[11]
- Best Outdoor Tableware pelo conjunto de talheres NOHC no Tableware International Awards of Excellence (2018)
- Best Tableware pela pinça de salada Milà no European Product Design Award (2019)[12]
- German Design Award (2019)
- Finalista na categoria Best Cutlery/Flatware pelo conjunto de talheres Grace no Tableware International Awards of Excellence (2021)[13]